# Románia az 1956. évi nyári olimpiai játékokon
Románia az ausztráliai Melbourne-ben és a svédországi Stockholmban megrendezett 1956. évi nyári olimpiai játékok egyik részt vevő nemzete volt. Az országot az olimpián 11 sportágban 50 sportoló képviselte, akik összesen 13 érmet szereztek.

## Érmesek
| Érem  | Versenyző                                                                                      | Sportág       | Versenyszám                |
| ----- | ---------------------------------------------------------------------------------------------- | ------------- | -------------------------- |
| Arany | Leon Rotman                                                                                    | Kajak-kenu    | Férfi kenu egyes 1000 m    |
| Arany | Leon Rotman                                                                                    | Kajak-kenu    | Férfi kenu egyes 10 000 m  |
| Arany | Dumitru Alexe Simion Ismailciuc                                                                | Kajak-kenu    | Férfi kenu kettes 1000 m   |
| Arany | Nicolea Linca                                                                                  | Ökölvívás     | Váltósúly                  |
| Arany | Ştefan Petrescu                                                                                | Sportlövészet | Férfi gyorstüzelő pisztoly |
| Ezüst | Mircea Dobrescu                                                                                | Ökölvívás     | Légsúly                    |
| Ezüst | Gheorghe Negrea                                                                                | Ökölvívás     | Félnehézsúly               |
| Ezüst | Orbán Olga                                                                                     | Vívás         | Női tőr, egyéni            |
| Bronz | Francisc Horvath                                                                               | Birkózás      | Kötöttfogás, 57 kg         |
| Bronz | Constantin Dumitrescu                                                                          | Ökölvívás     | Kisváltósúly               |
| Bronz | Gheorghe Lichiardopol                                                                          | Sportlövészet | Férfi gyorstüzelő pisztoly |
| Bronz | Elena Leușteanu                                                                                | Torna         | Női talaj                  |
| Bronz | Georgeta Hurmuzachi Sonia Inovan Elena Leușteanu Elena Mărgărit Elena Săcălici Emilia Vătășoiu | Torna         | Női csapat összetett       |

## Atlétika
Férfi
| Versenyző             | Versenyszám     | Előfutam | Előfutam | Elődöntő | Elődöntő | Döntő         | Döntő         |
| Versenyző             | Versenyszám     | Idő      | Hely.    | Idő      | Hely.    | Idő           | Helyezés      |
| --------------------- | --------------- | -------- | -------- | -------- | -------- | ------------- | ------------- |
| Ilie Savel            | 400 m gát       | 55,2     | 2.       | 52,0     | 4.       | kiesett       | kiesett       |
| Ion Barbu             | 20 km gyaloglás |          |          |          |          | 1:41:37,8     | 15.           |
| Ion Barbu             | 50 km gyaloglás |          |          |          |          | 5:08:33,6     | 10.           |
| Dumitru Paraschivescu | 50 km gyaloglás |          |          |          |          | nem ért célba | nem ért célba |
| Dumitru Paraschivescu | 20 km gyaloglás |          |          |          |          | 1:39:57,4     | 14.           |

Női
| Versenyző    | Versenyszám   | Selejtező | Selejtező | Döntő    | Döntő    |
| Versenyző    | Versenyszám   | Eredmény  | Helyezés  | Eredmény | Helyezés |
| ------------ | ------------- | --------- | --------- | -------- | -------- |
| Balázs Jolán | Magasugrás    | 158 cm    | =1.       | 167 cm   | 5.       |
| Lia Manoliu  | Diszkoszvetés | 43,87 m   | 8.        | 43,90 m  | 9.       |

## Birkózás
Kötöttfogású
| Versenyző          | Versenyszám | 1. forduló                         | 1. forduló | 1. forduló | 2. forduló                 | 2. forduló | 2. forduló | 3. forduló                  | 3. forduló | 3. forduló | 4. forduló                | 4. forduló | 4. forduló | 5. forduló                 | 5. forduló | 5. forduló | 6. forduló        | 6. forduló | 6. forduló | 7. forduló        | 7. forduló | 7. forduló | Döntő             | Döntő   | Döntő   | Helyezés    |
| Versenyző          | Versenyszám | Ellenfél Eredmény                  | Pont       | Hely.      | Ellenfél Eredmény          | Pont       | Hely.      | Ellenfél Eredmény           | Pont       | Hely.      | Ellenfél Eredmény         | Pont       | Hely.      | Ellenfél Eredmény          | Pont       | Hely.      | Ellenfél Eredmény | Pont       | Hely.      | Ellenfél Eredmény | Pont       | Hely.      | Ellenfél Eredmény | Pont    | Hely.   | Helyezés    |
| ------------------ | ----------- | ---------------------------------- | ---------- | ---------- | -------------------------- | ---------- | ---------- | --------------------------- | ---------- | ---------- | ------------------------- | ---------- | ---------- | -------------------------- | ---------- | ---------- | ----------------- | ---------- | ---------- | ----------------- | ---------- | ---------- | ----------------- | ------- | ------- | ----------- |
| Dumitru Pîrvulescu | 52 kg       | Nyikolaj Szolovjov (URS) · 1-2     | 2          | =7.        | erőnyerő                   | 2          | =2.        | Bengt Johansson (SWE) · 3-0 | 3          | =3.        | Ignazio Fabra (ITA) · 0-3 | 6          | 4.         |                            |            |            |                   |            |            |                   |            |            | kiesett           | kiesett | kiesett | 4.          |
| Francisc Horvath   | 57 kg       | Konsztantyin Virupajev (URS) · 2-1 | 1          | =3.        | Joe Sweeney (AUS) · 3-0    | 2          | =2.        | Reijo Nykänen (FIN) · 2-1   | 3          | =3.        | Fred Kämmerer (EUA) · 3-0 | 4          | =2.        | Edvin Vesterby (SWE) · 1-2 | 6          | 3.         |                   |            |            |                   |            |            | kiesett           | kiesett | kiesett |             |
| Ion Popescu        | 62 kg       | Alan Rice (USA) · 3-0              | 1          | =3.        | Umberto Trippa (ITA) · 0-3 | 4          | =6.        | Polyák Imre (HUN) · 0-3     | 7          | 7.         | kiesett                   | kiesett    | kiesett    | kiesett                    | kiesett    | kiesett    |                   |            |            |                   |            |            | kiesett           | kiesett | kiesett | helyezetlen |
| Dumitru Gheorghe   | 67 kg       | Tóth Gyula (HUN) · kétvállas       | 3          | =6.        | Juan Rolón (ARG) · 3-0     | 4          | 6.         | Rıza Doğan (TUR) · 0-3      | 7          | 6.         | kiesett                   | kiesett    | kiesett    | kiesett                    | kiesett    | kiesett    | kiesett           | kiesett    | kiesett    | kiesett           | kiesett    | kiesett    | kiesett           | kiesett | kiesett | 6.          |

## Kajak-kenu
Férfi
| Versenyző                          | Versenyszám          | Előfutam | Előfutam | Döntő   | Döntő    |
| Versenyző                          | Versenyszám          | Idő      | Hely.    | Idő     | Helyezés |
| ---------------------------------- | -------------------- | -------- | -------- | ------- | -------- |
| Mircea Anastasescu Stavru Teodorov | Kajak kettes 1000 m  | 3:59,1   | 2.       | 3:56,1  | 4.       |
| Leon Rotman                        | Kenu egyes 1000 m    |          |          | 5:05,3  |          |
| Leon Rotman                        | Kenu egyes 10 000 m  |          |          | 56:41,0 |          |
| Dumitru Alexe Simion Ismailciuc    | Kenu kettes 1000 m   | 4:48,1   | 1.       | 4:47,4  |          |
| Dumitru Alexe Simion Ismailciuc    | Kenu kettes 10 000 m |          |          | 55:51,1 | 5.       |

## Lovaglás
megjegyzés: A lovas versenyszámokat a svédországi Stockholmban rendezték meg a szigorú ausztrál állat-egészségügyi szabályok miatt.
Díjlovaglás
| Versenyző                                           | Ló                    | Versenyszám | Döntő  | Döntő    |
| Versenyző                                           | Ló                    | Versenyszám | Pont   | Helyezés |
| --------------------------------------------------- | --------------------- | ----------- | ------ | -------- |
| Nicolae Marcoci                                     | Corvin                | Egyéni      | 516,0  | 33.      |
| Nicolae Mihalcea                                    | Mihnea                | Egyéni      | 625,0  | 24.      |
| George Theodorescu                                  | Palatin               | Egyéni      | 721,0  | 16.      |
| Nicolae Marcoci Nicolae Mihalcea George Theodorescu | Corvin Mihnea Palatin | Csapat      | 1862,0 | 8.       |

Lovastusa
| Versenyző                                       | Ló                     | Versenyszám | Díjlovaglás | Díjlovaglás | Tereplovaglás | Tereplovaglás | Díjugratás    | Díjugratás    | Végeredmény | Végeredmény |
| Versenyző                                       | Ló                     | Versenyszám | Bünt.       | Hely.       | Bünt.         | Hely.         | Bünt.         | Hely.         | Bünt.       | Helyezés    |
| ----------------------------------------------- | ---------------------- | ----------- | ----------- | ----------- | ------------- | ------------- | ------------- | ------------- | ----------- | ----------- |
| Virgil Bărbuceanu                               | Brebenel               | Egyéni      | -136,00     | 28.         | nem ért célba | nem ért célba | kiesett       | kiesett       | kiesett     | kiesett     |
| Gheorghe Langa                                  | Bolero                 | Egyéni      | -142,40     | 32.         | nem ért célba | nem ért célba | kiesett       | kiesett       | kiesett     | kiesett     |
| Gheorghe Soare                                  | Cabala                 | Egyéni      | -142,80     | =33.        | -164,94       | 30.           | nem ért célba | nem ért célba | kiesett     | kiesett     |
| Virgil Bărbuceanu Gheorghe Langa Gheorghe Soare | Brebenel Bolero Cabala | Csapat      | -421,20     | 12.         | nem ért célba | nem ért célba | kiesett       | kiesett       | kiesett     | kiesett     |

## Ökölvívás
| Versenyző             | Versenyszám  | 32-es főtábla            | Nyolcaddöntő               | Negyeddöntő                | Elődöntő                 | Döntő                      | Helyezés |
| Versenyző             | Versenyszám  | Ellenfél Eredmény        | Ellenfél Eredmény          | Ellenfél Eredmény          | Ellenfél Eredmény        | Ellenfél Eredmény          | Helyezés |
| --------------------- | ------------ | ------------------------ | -------------------------- | -------------------------- | ------------------------ | -------------------------- | -------- |
| Mircea Dobrescu       | Légsúly      | erőnyerő                 | Federico Bonus (PHI) · GY  | Ray Perez (USA) · GY       | John Caldwell (IRL) · GY | Terence Spinks (GBR) · V   |          |
| Constantin Dumitrescu | Kisváltósúly | Terrence Oung (BIR) · GY | Hans Petersen (DEN) · GY   | Hwang Ui-gyeong (KOR) · GY | Franco Nenci (ITA) · V   | kiesett                    |          |
| Nicolea Linca         | Váltósúly    |                          | Hector Hatch (FIJ) · GY    | Nicholas André (RSA) · GY  | Nicky Gargano (GBR) · GY | Frederick Tiedt (IRL) · GY |          |
| Gheorghe Negrea       | Félnehézsúly |                          | Piet van Vuuren (RSA) · GY | Ottavio Panunzi (ITA) · GY | Carlos Lucas (CHI) · GY  | James Boyd (USA) · V       |          |

## Öttusa
| Versenyző                                    | Versenyszám | Lovaglás | Lovaglás | Lovaglás | Lovaglás | Vívás    | Vívás  | Vívás | Lövészet | Lövészet | Lövészet | Úszás  | Úszás  | Úszás | Futás   | Futás  | Futás | Összesen    | Összesen |
| Versenyző                                    | Versenyszám | Idő      | Bünt.    | Pont     | Hely.    | Eredmény | Pont   | Hely. | Pontszám | Pont     | Hely.    | Idő    | Pont   | Hely. | Idő     | Pont   | Hely. | Összes pont | Helyezés |
| -------------------------------------------- | ----------- | -------- | -------- | -------- | -------- | -------- | ------ | ----- | -------- | -------- | -------- | ------ | ------ | ----- | ------- | ------ | ----- | ----------- | -------- |
| Victor Teodorescu                            | Egyéni      | 18:10    | 180      | 0,0      | 33.      | 19–16    | 741,0  | 11.   | 177      | 640,0    | 28.      | 5:14,5 | 630,0  | 34.   | 14:08,1 | 1156,0 | 9.    | 3167,0      | 30.      |
| Dumitru Țintea                               | Egyéni      | 11:29    | 60       | 717,5    | 16.      | 17–18    | 667,0  | 17.   | 184      | 780,0    | 16.      | 4:37,0 | 815,0  | 22.   | 16:34,6 | 718,0  | 31.   | 3697,5      | 20.      |
| Cornel Vena                                  | Egyéni      | 13:11    | 80       | 442,5    | 22.      | 29–6     | 1111,0 | 1.    | 182      | 740,0    | 23.      | 4:50,9 | 750,0  | 30.   | 14:50,3 | 1030,0 | 17.   | 4073,5      | 14.      |
| Victor Teodorescu Dumitru Țintea Cornel Vena | Csapat      |          |          | 1160,0   | 8.       |          | 2194,0 | 2.    |          | 2160,0   | 6.       |        | 2195,0 | 8.    |         | 2904,0 | 6.    | 10613,0     | 6.       |

## Sportlövészet
Férfi
| Versenyző             | Versenyszám                    | Döntő | Döntő    |
| Versenyző             | Versenyszám                    | Pont  | Helyezés |
| --------------------- | ------------------------------ | ----- | -------- |
| Gheorghe Lichiardopol | Gyorstüzelő pisztoly           | 581   |          |
| Ştefan Petrescu       | Gyorstüzelő pisztoly           | 587   |          |
| Constantin Antonescu  | Szabadpuska, összetett (300 m) | 1101  | 5.       |
| Constantin Antonescu  | Sportpuska, fekvő              | 596   | 9.       |
| Constantin Antonescu  | Sportpuska, összetett          | 1147  | 18.      |
| Iosif Sîrbu           | Sportpuska, összetett          | 1157  | 7.       |
| Iosif Sîrbu           | Sportpuska, fekvő              | 598   | 5.       |

## Torna
Női
| Versenyző                                                                                      | Versenyszám      | Döntő    | Döntő    |
| Versenyző                                                                                      | Versenyszám      | Pontszám | Helyezés |
| ---------------------------------------------------------------------------------------------- | ---------------- | -------- | -------- |
| Georgeta Hurmuzachi                                                                            | Talaj            | 18,433   | =11.     |
| Georgeta Hurmuzachi                                                                            | Ugrás            | 18,266   | =13.     |
| Georgeta Hurmuzachi                                                                            | Felemás korlát   | 18,266   | =18.     |
| Georgeta Hurmuzachi                                                                            | Gerenda          | 17,766   | 29.      |
| Georgeta Hurmuzachi                                                                            | Egyéni összetett | 72,733   | 16.      |
| Sonia Inovan                                                                                   | Talaj            | 18,200   | =20.     |
| Sonia Inovan                                                                                   | Ugrás            | 18,266   | =13.     |
| Sonia Inovan                                                                                   | Felemás korlát   | 18,166   | =22.     |
| Sonia Inovan                                                                                   | Gerenda          | 18,266   | 11.      |
| Sonia Inovan                                                                                   | Egyéni összetett | 72,900   | =14.     |
| Elena Leușteanu                                                                                | Talaj            | 18,700   |          |
| Elena Leușteanu                                                                                | Ugrás            | 18,633   | 6.       |
| Elena Leușteanu                                                                                | Felemás korlát   | 18,533   | =10.     |
| Elena Leușteanu                                                                                | Gerenda          | 18,500   | 6.       |
| Elena Leușteanu                                                                                | Egyéni összetett | 74,366   | =4.      |
| Elena Mărgărit                                                                                 | Talaj            | 18,333   | 17.      |
| Elena Mărgărit                                                                                 | Ugrás            | 18,133   | =23.     |
| Elena Mărgărit                                                                                 | Felemás korlát   | 17,933   | =29.     |
| Elena Mărgărit                                                                                 | Gerenda          | 17,633   | =30.     |
| Elena Mărgărit                                                                                 | Egyéni összetett | 72,033   | =21.     |
| Elena Săcălici                                                                                 | Talaj            | 18,100   | =30.     |
| Elena Săcălici                                                                                 | Ugrás            | 18,100   | =27.     |
| Elena Săcălici                                                                                 | Felemás korlát   | 17,933   | =29.     |
| Elena Săcălici                                                                                 | Gerenda          | 17,300   | =44.     |
| Elena Săcălici                                                                                 | Egyéni összetett | 71,433   | 30.      |
| Emilia Vătășoiu                                                                                | Talaj            | 17,700   | 50.      |
| Emilia Vătășoiu                                                                                | Ugrás            | 18,066   | =30.     |
| Emilia Vătășoiu                                                                                | Felemás korlát   | 18,100   | 26.      |
| Emilia Vătășoiu                                                                                | Gerenda          | 18,233   | 12.      |
| Emilia Vătășoiu                                                                                | Egyéni összetett | 72,100   | 20.      |
| Georgeta Hurmuzachi Sonia Inovan Elena Leușteanu Elena Mărgărit Elena Săcălici Emilia Vătășoiu | Csapat összetett | 438,185  |          |

| Versenyző                                                                                      | Versenyszám              | Döntő      | Döntő    | Döntő    |
| Versenyző                                                                                      | Versenyszám              | Eszköz     | Pontszám | Helyezés |
| ---------------------------------------------------------------------------------------------- | ------------------------ | ---------- | -------- | -------- |
| Georgeta Hurmuzachi Sonia Inovan Elena Leușteanu Elena Mărgărit Elena Săcălici Emilia Vătășoiu | Csapat kéziszergyakorlat | nincs adat | 73,40    | 5.       |

## Úszás
Férfi
| Versenyző         | Versenyszám    | Előfutam | Előfutam | Előfutam | Döntő  | Döntő    |
| Versenyző         | Versenyszám    | Idő      | Hely.    | Össz.    | Idő    | Helyezés |
| ----------------- | -------------- | -------- | -------- | -------- | ------ | -------- |
| Alexandru Popescu | 200 m pillangó | 2:29,9   | 3.       | 8.       | 2:31,0 | 8.       |

Női
| Versenyző  | Versenyszám | Előfutam | Előfutam | Előfutam | Döntő   | Döntő    |
| Versenyző  | Versenyszám | Idő      | Hely.    | Össz.    | Idő     | Helyezés |
| ---------- | ----------- | -------- | -------- | -------- | ------- | -------- |
| Maria Both | 100 m hát   | 1:15,8   | 2.       | 12.      | kiesett | kiesett  |

## Vívás
Női
| Versenyző     | Versenyszám | Csoportkör | Csoportkör | Csoportkör | Csoportkör | Csoportkör | Csoportkör | Helyezés    |
| Versenyző     | Versenyszám | 1. kör | 1. kör     | Elődöntő | Elődöntő   | Döntő | Döntő      | Helyezés    |
| Versenyző     | Versenyszám | Ellenfél Eredmény | Hely.      | Ellenfél Eredmény | Hely.      | Ellenfél Eredmény | Hely.      | Helyezés    |
| ------------- | ----------- | --- | ---------- | --- | ---------- | --- | ---------- | ----------- |
| Ecaterina Orb | Tőr, egyéni | 2. csoport · Janice-Lee York-Romary (USA) · 4-2 · Ellen Müller-Preis (AUT) · 4-3 · Lois Joseph (AUS) · 4-3 · Bruna Colombetti (ITA) · 1-4 · Pilar Roldán (MEX) · 3-4 · Nadezhda Shitikova (URS) · 0-4 · Régine Veronnet (FRA) · 3-4 | 5.         | kiesett | kiesett    | kiesett | kiesett    | helyezetlen |
| Orbán Olga    | Tőr, egyéni | 3. csoport · Gillian Sheen (GBR) · 4-3 · Renée Garilhe (FRA) · 4-2 · Valentyina Rasztvorova (URS) · 4-3 · Judy Goodrich (USA) · 4-3 · Joy Hardon (AUS) · 4-2 · Karen Lachmann (DEN) · 1-4 · Nyári Magda (HUN) · nem vívtak          | 2.         | 2. csoport · Janice-Lee York-Romary (USA) · 4-3 · Gillian Sheen (GBR) · 4-2 · Pilar Roldán (MEX) · 4-1 · Catherine Delbarre (FRA) · 3-4 · Dömölky Lídia (HUN) · 0-4 | 3.         | Döntő csoport · Gillian Sheen (GBR) · 4-2 · Janice-Lee York-Romary (USA) · 4-3 · Catherine Delbarre (FRA) · 4-3 · Karen Lachmann (DEN) · 4-2 · Ellen Müller-Preis (AUT) · 4-3 · Bruna Colombetti (ITA) · 4-0 · Renée Garilhe (FRA) · 3-4 · Rájátszás: Az aranyéremért · Gillian Sheen (GBR) · 2-4 | 2.         |             |

## Vízilabda
| Román férfi vízilabdacsapat-játékoskeret                                                | Román férfi vízilabdacsapat-játékoskeret                       |
| --------------------------------------------------------------------------------------- | -------------------------------------------------------------- |
| - Alexandru Bădiţă - Ivan Bordi - Iosif Deutsch - Zoltan Hospodar - Alexandru Marinescu | - Gavril Nagy - Francisc Șimon - Alexandru Szabó - Aurel Zahan |

### Eredmények
Csoportkör
A csoport
| Csapat            | M | Gy | D | V | G+ | G– | Gk  | P |
| ----------------- | - | -- | - | - | -- | -- | --- | - |
| Jugoszlávia (YUG) | 3 | 3  | 0 | 0 | 15 | 5  | +10 | 6 |
| Szovjetunió (URS) | 3 | 2  | 0 | 1 | 9  | 6  | +3  | 4 |
| Románia (ROU)     | 3 | 1  | 0 | 2 | 9  | 9  | 0   | 2 |
| Ausztrália (AUS)  | 3 | 0  | 0 | 3 | 3  | 16 | –13 | 0 |

| 1956. november 28. 14:00 | Románia (ROU) | 4 – 2 | Ausztrália (AUS) |  |
| 1956. november 28. 14:00 | (2 – 1)       |       |                  |  |
| 1956. november 28. 14:00 |               |       |                  |  |

| 1956. november 29. 21:15 | Szovjetunió (URS) | 4 – 3 | Románia (ROU) |  |
| 1956. november 29. 21:15 | (2 – 1)           |       |               |  |
| 1956. november 29. 21:15 |                   |       |               |  |

| 1956. november 30. 10:30 | Jugoszlávia (YUG) | 3 – 2 | Románia (ROU) |  |
| 1956. november 30. 10:30 | (2 – 2)           |       |               |  |
| 1956. november 30. 10:30 |                   |       |               |  |

A 7–10. helyért
| 1956. december 6. | Nagy-Britannia (GBR) | 5 – 2 | Románia (ROU) |  |
| 1956. december 6. |                      |       |               |  |
| 1956. december 6. |                      |       |               |  |

| 1956. december 7. | Románia (ROU) | 15 – 1 | Szingapúr (SIN) |  |
| 1956. december 7. |               |        |                 |  |
| 1956. december 7. |               |        |                 |  |

A táblázat tartalmazza a középdöntőben lejátszott Románia – Ausztrália 4–2-es eredményt.
| Csapat               | M | Gy | D | V | G+ | G– | Gk  | P |
| -------------------- | - | -- | - | - | -- | -- | --- | - |
| Nagy-Britannia (GBR) | 3 | 3  | 0 | 0 | 21 | 9  | +12 | 6 |
| Románia (ROU)        | 3 | 2  | 0 | 1 | 21 | 8  | +13 | 4 |
| Ausztrália (AUS)     | 3 | 1  | 0 | 2 | 7  | 11 | –4  | 2 |
| Szingapúr (SIN)      | 3 | 0  | 0 | 3 | 8  | 29 | –21 | 0 |

| Csapat        | Helyezés |
| ------------- | -------- |
| Románia (ROU) | 8.       |